# 岩败酱
岩败酱（学名：Patrinia rupestris）为忍冬科败酱属的植物。分布于俄罗斯以及中国大陆的河北、山西、内蒙古、黑龙江、吉林、辽宁等地，生长于海拔200米至2,500米的地区，一般生于草地、石质山坡岩缝、小丘顶部、山坡桦树林缘、草甸草原或杨树林下，目前尚未由人工引种栽培。

## 异名
- Patrinia rupestris (Pall.) Juss. ssp. scabra (Bunge) H. J. Wang
- Patrinia scabra Bunge

## 外部連結
- 岩敗醬 Yanbaijiang （页面存档备份，存于） 藥用植物圖像資料庫 (香港浸會大學中醫藥學院) （繁體中文）（英文）